# 加賀井重望
加賀井 重望（かがのい しげもち）は、戦国時代から安土桃山時代にかけての武将・大名であり、美濃国加賀野井城の城主であった。別名として、重茂（しげもち）、秀重（ひでしげ）、秀望（ひでもち）などが伝えられている。仮名は弥八郎。姓は「加賀野井」とも表記される。

## 生涯
永禄4年（1561年）、加賀井重宗の子として誕生する。はじめ織田信長に仕え、信長の没後はその次男の織田信雄に仕えた。
天正12年（1584年）の小牧・長久手の戦いにおいては、父と共に織田方として参陣し、武功を挙げた。しかし、加賀野井城は豊臣軍により陥落し、父・重宗は豊臣秀吉に仕えることを潔しとせず隠棲した。一方、重望は秀吉に使番として召し出され、1万石を与えられた。
慶長5年（1600年）、関ヶ原の戦い直前に三河国池鯉鮒（現・愛知県知立市）において、水野忠重、堀尾吉晴らと宴席を共にしていた際、些細な口論から忠重を殺害し、吉晴にも重傷を負わせたが、自身も吉晴に討たれた。享年40歳。墓所は知立市の宝蔵寺にあり、同寺は知立市指定文化財(建造物)である。
重望の子息（名は不詳）は西軍の主力が壊滅した後、大垣城に籠城したが、落城の際、水野忠重の子・水野勝成により討たれたと伝えられている。

## 人物
- 武勇に優れ、加賀野井城が豊臣の大軍に包囲されたときも徹底抗戦を貫いた。戦後、秀吉はその武勇を賞して大名に取り立てたという逸話がある。
- 関ヶ原直前の不審な行動の背景には、西軍首脳の一人である石田三成から東軍の事情を探り、あるいは要人を暗殺する密命を帯びていたためともされている（忠重は徳川家康の叔父で、吉晴は東軍の有力武将の一人である）。ただし、この説は『徳川実紀』のみに記されている。
- 「弥八郎は強勇世に聞えたり。ある時伊吹山に凶族（あるひは鬼神ども）すみて人民を悩ましけるを、弥八郎伐ちほろぼしけるともいひ伝へたり。」（羽島市史 資料編）
- 『武者物語』には「刈屋の城主水野惣兵衛と堀尾帯刀池鯉鮒に出合て軍事を談合せしをり、加賀野井弥八郎彼地に来り闘争に及び、弥八郎惣兵衛を切殺し、帯刀をも討たむとせしを、帯刀かろふじて弥八郎を討留めけり、扨弥八鼻紙袋を改めければ、惣兵衛帯刀両人を討取たらば、三河遠江をつかはすべきとの石田が証文を所持し居たり」しよししるせり。『羽島市史 資料編』
- 『新撰美濃志』によると「鹽尻に毛利掃部助、加賀井彌八郎、両人は尾州中島郡大須庄北野村眞福寺の家老という。豊臣家の時、幕下に属してその地の朱章を得る。毛利氏は八神村を代々領し、加賀井氏は関ヶ原の役の御敵となる。後村上院の皇子仁瑜（任瑜）法親王眞福寺所務の時、この両氏は坊官であった。宮の遷化の後、自所を押領し住居する。」と記載がある[2]。